# Mozilla Algeria
 (mai 2012).
Si vous disposez d'ouvrages ou d'articles de référence ou si vous connaissez des sites web de qualité traitant du thème abordé ici, merci de compléter l'article en donnant les références utiles à sa vérifiabilité et en les liant à la section « Notes et références ».
Mozilla Algeria est une  association à but non lucratif et une filiale de la Fondation Mozilla créée en juin 2011 par Majda et Moncef, deux étudiants de l'Université Bab Ezzouar à Alger en Algérie.
Le siège de l'organisation est à l'Université des sciences et de la technologie Houari-Boumediene (USTHB).
Cette association est née à la suite de la première réunion de la communauté arabe de Mozilla à Oman où des étudiants algériens ont noté l’absence d'une communauté Mozilla algérienne alors qu'il existait de telles communautés en Tunisie, en Jordanie et dans d'autres pays. Quelques étudiants algériens ont alors décidé de créer une filiale de la Fondation Mozilla où ses membres organisent des événements locaux au nom de la Fondation Mozilla. L'association maintient un site Web. Elle communique les buts, les réalisations et les nouvelles importantes de la Fondation Mozilla. Elle apporte aussi un support à ceux qui ont des questions au sujet de la Fondation.
Les membres de l'association accueillent les nouveaux membres et les dirigent.